# Presidenza di Warren G. Harding
La Presidenza di Warren Gamaliel Harding ebbe inizio il 4 marzo del 1921 con la cerimonia d'inaugurazione e relativo insediamento del presidente degli Stati Uniti d'America, per terminare il 2 agosto del 1923, con la morte di Harding. Assunse il potere a seguito delle elezioni presidenziali negli Stati Uniti d'America del 1920, che il 20 gennaio del 1921 divenne il 29º Presidente degli Stati Uniti d'America.

## Inaugurazione
L'inaugurazione di Warren Gamaliel Harding come ventinovesimo presidente degli Stati Uniti si tenne venerdì 4 marzo 1921 presso il portico orientale del Campidoglio degli Stati Uniti a Washington. Questa fu la 34° inaugurazione e segnò l'inizio dell'unico mandato di Harding come presidente e dell'unico mandato di Calvin Coolidge come Vicepresidente degli Stati Uniti d'America. Harding morì due anni e 151 giorni dopo l'inizio di questo mandato, e Coolidge successe alla presidenza.
Il giudice supremo Edward D. White amministrò il giuramento presidenziale. Harding mise la mano sulla Bibbia inaugurale di Washington mentre recitava il giuramento.
Coolidge prestò giuramento come vicepresidente nella Camera del Senato e nel portico est del Campidoglio, rispettivamente, che secondo lui rovinarono "ogni parvenza di unità e continuità". Il critico H.L. Mencken descrisse il discorso inaugurale di Harding, scrivendo: È è rumble e bumble. È flap e doodle. È più calvo e precipitato. Ma divento lirico.
Fu la prima inaugurazione in cui venne usata un'automobile per portare il presidente eletto ed il presidente uscente (Woodrow Wilson) da e verso il Campidoglio. Wilson, ancora menomato dall'ictus del 1919, non partecipò alla cerimonia stessa.

## Mandato presidenziale
Il Partito Repubblicano scelse Harding come candidato di compromesso interno per le elezioni a Presidente degli Stati Uniti affiancandogli come vicepresidente Calvin Coolidge, già governatore del Massachusetts.
Harding godeva dell'appoggio di Harry Micajah Daugherty, uomo d'affari dell'Ohio, che rappresentava gli interessi del petrolio e che curava la campagna elettorale. Alle elezioni, tenutesi il 2 novembre del 1920, il candidato repubblicano riuscì a sconfiggere l'avversario del Partito Democratico, James M. Cox, ottenendo circa sette milioni di voti popolari e 404 voti dei Grandi Elettori contro i 127 di Cox.
Eletto alla massima carica il 4 marzo del 1921, nella formazione del gabinetto dimostrò zelo e, venendo incontro alle esigenze dei "grandi elettori" affidò posti di responsabilità a diversi esponenti dell'Ohio: quello di segretario al Commercio fu attribuito a Herbert Hoover e quello di segretario al Tesoro ad Andrew Mellon, fondatore della Mellon National Bank e magnate dell'alluminio.
Una delle prime questioni da affrontare era la politica estera, in quanto il Senato degli Stati Uniti non aveva ratificato il trattato di Versailles; quindi il presidente Harding fece approvare un trattato di pace separato con la Germania il 25 agosto 1921, uguale a quello stipulato a Versailles, meno l'articolo riguardante la Società delle Nazioni.
Inoltre, d'accordo con il Senato, convocò a Washington una conferenza per il disarmo navale alla quale parteciparono Giappone, Italia, Francia ed Inghilterra: la conferenza, che nelle intenzioni presidenziali doveva essere il primo passo verso un più ampio accordo internazionale, si riunì il 12 novembre 1921 e portò alla stipula di un accordo che riguardava la riduzione drastica delle navi da battaglia e delle portaerei, ma non delle altre tipologie di bastimenti bellici.
Verso la fine del 1921 finì la pesante recessione, durata 18 mesi, dal gennaio del 1920 al luglio del 1921, iniziata negli ultimi tempi dell'amministrazione Wilson e dovuta principalmente alle conseguenze del conflitto; iniziò così una certa ripresa economica. La popolarità di Harding fece un ulteriore salto quando si arrivò alla riduzione dell'orario di lavoro degli operai, mentre nello stesso anno fu firmata la Emergency Quota Act, una legge sull'immigrazione che di fatto discriminava gli arrivi nel Paese su base razziale: infatti veniva messo un tetto alle entrate a seconda del paese di provenienza; la suddivisione delle quote, fatta dal 1925 in base all'immigrazione dell'anno 1890, sottostimava volutamente l'immigrazione proveniente dall'Europa meridionale.
Harding ebbe diverse relazioni adulterine, una delle quali con Nan Britton, figlia d'un suo vecchio amico, che partorì una bambina, Elizabeth Ann, che il presidente sostenne finanziariamente sino alla sua morte. Di fronte al rifiuto dei familiari di Harding di prolungare qualsiasi tipo di aiuto, Nan Britton decise quindi di rivelare l'accaduto in un libro, intitolato The President's Daughter, e di dichiarare alla stampa che il padre era proprio Harding.
Un altro colpo all'immagine di Harding fu il coinvolgimento della "cricca dell'Ohio", come fu definito il seguito del presidente, in diversi affari loschi e poco chiari, come vendite di terre demaniali, frodi allo Stato, corruzione di funzionari pubblici e concussioni; lo scandalo più grave, passato alla storia come scandalo Teapot Dome, coinvolse il Segretario degli Interni Albert B. Fall e il Segretario alla Marina Edwin Denby, che si trovarono al centro d'un affare che vedeva la vendita d'un immenso giacimento petrolifero demaniale ad alcune compagnie private in cambio di tangenti.
La posizione di Harding iniziò a farsi vacillante, e per recuperare credibilità il presidente, che si dichiarò sempre estraneo ai fatti, intraprese un lungo viaggio attraverso il paese, parlando direttamente ai propri elettori. Si scoprì in seguito che il presidente non era direttamente coinvolto nelle operazioni illecite di molti suoi amici. Alcuni di loro, come Fall e il petroliere Sinclair, finirono in prigione. Tuttavia venne alla luce che Harding aveva continuato a speculare alla Casa Bianca, e che quando morì doveva 180.000 dollari al suo agente di cambio.
Durante l'estate del 1923, si recò anche in Alaska per inaugurare il Mears Memorial Bridge della Alaska Railroad appena completata. Tuttavia, al suo ritorno, mentre si trovava a San Francisco, Harding contrasse dapprima una polmonite, morendo il 2 agosto 1923, probabilmente d'infarto o d'apoplessia; aveva solo cinquantasette anni e mancavano tre mesi per il compimento dei cinquantotto; il suo mandato si concluse a due anni e cinque mesi. Gli successe il vice presidente Calvin Coolidge, mentre la salma di Harding fu sepolta presso l'Harding Memorial Park di Marion, Ohio.

## Gabinetto degli Stati Uniti d'America
| Dipartimento | Incarico                       | Ritratto    | Nome                    | Mandato | Mandato |
| Dipartimento | Incarico                       | Ritratto    | Nome                    | Inizio  | Fine    |
| ------------ | ------------------------------ | ----------- | ----------------------- | ------- | ------- |
|              | Presidente                     |             | Warren Gamaliel Harding | 1921    | 1923    |
|              | Vicepresidente                 |             | John Calvin Coolidge    | 1921    | 1923    |
|              | Segretario di Stato            |             | Charles Evans Hughes    | 1921    | 1923    |
|              | Segretario al Tesoro           |             | Andrew Mellon           | 1921    | 1923    |
|              | Segretario della guerra        |             | John Wingate Weeks      | 1921    | 1923    |
|              | Direttore generale delle poste |             | William Harrison Hays   | 1921    | 1922    |
|              | Direttore generale delle poste | Hubert Work | 1922                    | 1923    |         |
|              | Procuratore generale           |             | Harry Micajah Daugherty | 1921    | 1923    |
|              | Segretario alla marina         |             | Edwin Denby             | 1921    | 1923    |
|              | Segretario degli interni       |             | Albert Bacon Fall       | 1921    | 1923    |
|              | Segretario dell'agricoltura    |             | Henry Cantwell Wallace  | 1921    | 1923    |
|              | Segretario al commercio        |             | Herbert Hoover          | 1921    | 1923    |
|              | Segretario del lavoro          |             | James John Davis        | 1921    | 1923    |